# Carole Cadwalladr
Carole Jane Cadwalladr (/kædwɒlədər/), née en 1969, est une autrice britannique, journaliste d'investigation et écrivaine. Elle a rédigé de longues enquêtes pour The Observer et The Guardian après avoir travaillé pour le Daily Telegraph.
Carole Cadwalladr a acquis une notoriété internationale en 2018 quand elle a dévoilé puis suivi le scandale des données Facebook-Cambridge Analytica / AggregateIQ et ses conséquences, sur la campagne référendaire qui a conduit au Brexit notamment.
Elle a reçu de nombreux prix, et a été finaliste du prix Pulitzer 2019 pour son travail de journalisme d'enquête nationale et de couverture d'un scandale de manipulation de l'opinion publique, ayant conduit au Royaume-Uni au vote du Brexit ; travail fait aux côtés des journalistes du New York Times, et en lien avec plusieurs lanceurs d'alerte.

## Jeunesse
Carole Cadwalladr est née à Taunton, dans le Somerset. Elle a fait ses études à la Radyr Comprehensive School de Cardiff et au Hertford College d'Oxford.

## Carrière

### Romancière, écrivaine
Le premier roman de Cadwalladr, The Family Tree (L'Arbre généalogique), a été sélectionné pour le Commonwealth Writers 'Prize 2006, le Author's Club First Novel Award, le Waverton Good Read Award et le Wales Book of the Year.
Il a également été scénarisé en une série de cinq épisodes sur BBC Radio 4.

Aux États-Unis, c'était un choix de l'éditeur de la revue New York Times ; The Family Tree' a été traduit en plusieurs langues (dont en espagnol, italien, allemand, tchèque et portugais).

### Journalisme
En tant que journaliste, au cours de la seconde décennie du XXIe siècle, elle s'est principalement concentrée sur les effets sociétaux (bénéfiques, ou éventuellement discrets, cachés voire malveillants) de la technologie numérique et de l'exploitation des données personnelles dans le Big data.

#### Wikipédia
Carole Cadwalladr a en 2014 interviewé Jimmy Wales, le fondateur de Wikipédia.

#### Révélation du vol de dizaines de millions données personnelles via Facebook
Carole Cadwalladr a fait savoir que des vols de données personnelles ont eu lieu à grande échelle dans 87 millions de comptes Facebook. Ce scandale sera la source de plusieurs poursuites contre Facebook et de demandes d'explication à Mark Zuckerberg (convoqués par les parlements de plusieurs pays pour s'expliquer).
Elle a aussi peu à peu (voir détails plus bas) mis en évidence que ce type de données, et d'autres, ont été utilisées pour des manipulations de l'opinion publique à grande échelle, notamment lors de deux campagnes électorales majeures en 2016 : 
1. celle qui a porté Donald Trump à la présidence de son pays ;
2. puis celle du référendum qui a conduit au Brexit.

#### Enquêtes sur les nouveaux moyens de propagande et leurs influences
Peu après la victoire du camp du Brexit, victoire inattendue au vu des sondages réalisés peu avant, Cadwalladr a exposé au grand jour l'utilisation électorale et politique par les conservateurs et libertariens de droite (aux États-Unis et au Royaume-Uni notamment) de nouvelle formes d'intelligence artificielle (IA) destinées à agir sur la psychologie de certains électeurs, pour orienter leurs votes en faveur du commanditaire.
Les premières preuves concrètes ce type d'opération lui ont été apportées par C Wylie. Avec lui, elle peut prouver, que dans les années 2010, des IA de ce type ont été construites et utilisées pour d'abord (secrètement) reconstituer le profil psychologique de nombreux citoyens-électeurs à partir des « traces » qu'ils laissent sur l'Internet et notamment sur les réseaux sociaux (Facebook en particulier) ; puis, grâce au croisement de ces profils avec les données de fichiers électoraux, des algorithmes produisent des messages de propagande micro-ciblée, messages adapté à la psyché de l'individu visé, pour significativement influencer son vote (ou parfois pour l'engager à s'abstenir de voter) sans que cet individu ait conscience d'être manipulé.
Chirstopher Wylie, en 2014, avec les financements de l'informaticien milliardaire libertarien de droite américain Robert Mercer (ex : Hedge fund Renaissance Technologies), et sous les ordres de Steve Bannon (futur conseiller de Trump, et alors président exécutif du site « alt-right » Breitbart News), et d'Alexander Nix, était au sein d'une société alors inconnue (Cambridge Analytica), chargé d'intégrer les mégadonnées et les médias sociaux à une méthodologie militaire établie — les « Opérations psychologiques » (PsyOps, bien connues du groupe SCL, la société-mère de Cambridge Analytica qui les pratiquaient pour les militaires depuis plusieurs décennies) — pour cette fois la retourner contre la démocratie et l'électorat américain.
Carole Cadwalladr alerte sur le fait que des pratiques d'origine militaire (de type PsyOps et notamment de contrôle réflexif) ont été améliorées par l'intelligence artificielle et sont désormais appliquées via les réseaux sociaux, avec la complicité de certains GAFA, en ciblant les internautes selon leur psychologie. Ceci permet à des lobbys et entités financières, politiques ou économiques masquées (éventuellement étrangères à un pays) de changer la perception du réel qu'ont les électeurs, et ainsi de modifier leur vote. Elle alerte aussi sur le fait que la législation actuelle n'a pas su les éviter ni vraiment les punir, et que ces pratiques d'ingérence électorale, interdisent les élections libres et justes, cassant donc la démocratie (Dominic Cummings lui-même a reconnu et écrit « Sans nul doutes, la campagne de Vote Leave doit en grande partie son succès au travail d'AggregateIQ. Nous n'y serions pas arrivé sans elle ».

#### Enquêtes sur les trucages et illégalités ayant conduit au Brexit
En juin 2016, au lendemain du vote pro-Brexit, Cadwalladr est envoyée en reportage à Ebbw Vale (en Galles du Sud) où le vote pro-Brexit a été parmi les plus hauts (62 % des votes). Elle connait la région ; adolescente, elle y a vu les effets sociaux de la fermeture des mines de charbon et des aciéries. Elle constate que la région a beaucoup changé depuis et se reconstruit, notamment grâce aux financements des programmes Interregs de l'Union européenne (qui ne sont pas secret puisqu'affichés auprès des grands projets qui en ont bénéficié). Elle s'étonne de trouver dans toute la ville des gens qui d'une part lui disent penser que l'Union européenne n'a rien fait pour eux et qu'ils veulent reprendre le contrôle (un des slogans des campagnes pro-Brexit) ; et qui d'autre part disent « en avoir surtout marre des immigrés et des réfugiés ». Or en parcourant la ville, elle n'a rencontré ni immigrés ni réfugiés ; une Polonaise lui a dit qu'elle était presque la seule étrangère en ville. Les statistiques lui confirment qu'Ebbw Vale a l'un des taux d'immigration les plus bas du pays. Dans un premier temps elle est déconcertée car ce sont habituellement les tabloïds de droite qui attisent la peur ou la haine des immigrés, alors que cette ville est « un fief de gauche, du Parti travailliste ».
Une fois son article publié, une lectrice d'Ebbw Vale lui explique que c'est sur Facebook qu'elle a vu de nombreux messages effrayants sur l'immigration, notamment sur des flux de réfugiés qui allaient arriver de Turquie. Cadwalladr a essayé de retrouver ces messages électoraux mensongers, mais à cette époque Facebook n'archivait pas les contenus sponsorisés présentés aux internautes, ni sur ce qui avait été mis en avant dans leur fil d'actualités. Et Mark Zuckerberg, bien qu'officiellement questionné par 9 États refusait encore de leur répondre à ce sujet. Il était impossible de savoir « qui a vu quels messages de propagande électorale sponsorisée, quel a été leur impact ou quelles données ont été utilisées pour cibler ces gens. Ou même qui a publié ces contenus, combien d'argent a été dépensé ou quelle était leur pays d'origine ». Cadwalladr décide donc d'enquête sur le rôle de Facebook dans le Brexit ; elle découvre, avec d'autres journalistes et chercheurs, que de multiples infractions ont eu lieu durant le référendum sur Facebook. Rappelant que la loi électorale anglaise actuelle a été votée en réaction au fait qu'« au XIXe siècle, des gens se promenaient avec, littéralement, des brouettes de billets et achetaient les électeurs », elle observe que cette loi (qui a fixé un plafond de dépense par parti et a interdit aux partis de se concerter), est totalement dépassée car les opinions sur le référendum se sont presque entièrement forgées en ligne, et ajoute-t-elle, « on peut dépenser ce qu'on veut en publicités sur Facebook, Google ou YouTube et personne n'en saura rien car ce sont des 'boîtes noires' ».

Au fur et à mesure de son enquête, elle montre que de nombreux groupes conservateurs pro-Brexit apparemment sans liens entre eux (autre que leur objectif commun de faire sortir le Royaume-Uni de l'Union européenne), et prétendant (dans un premier temps) ne pas connaitre Cambridge analytica, ont en réalité été créés pour contourner la loi électorale britannique, et tromper l'opinion publique. Dans une conférence TedX, elle présente cet évènement comme « la plus grande fraude électorale ayant eu lieu au RoyaumeUni depuis 100 ans ». Grâce à un autre lanceur d'alerte (Shahmir Sanni), la journaliste fait savoir que 9 entités (TaxPayers' Alliance, bureau de Peter Whittle (ancien chef adjoint de l'UKIP), Civitas, Adam Smith Institute, Leave Means Leave, Global Warming Policy Foundation, BrexitCentral, Centre for Policy Studies et Institute of Economic Affairs) se concertaient secrètement (le mardi) tous les 15 jours autour de deux stratèges politiques : M. Elliott et Dominic Cummings (le directeur officiel de la campagne pro-Brexit) et de plusieurs think tanks et groupes de pression, parfois créés ad hoc, à Westminster au 57 et au 55 Tufton Street. 
Ces groupes ont mis en commun des moyens humains, techniques/numériques et financiers dans l'unique objectif de faire advenir le Brexit, ce qui était illégal car fait de manière concertée et en grande partie non déclaré à la Commission électorale, et en dépassant le plafond de dépense autorisé pour les deux grandes parties en présence (pour et contre le Brexit). Une partie de ces moyens financiers, de même pour les gros moyens informatiques (ex plateforme Ripon produite par AggregateIQ au Canada) avait en outre une origine et un contrôle extra-territoriaux, laissant suspecter des ingérences politiques et électorales (ou de lobbys industriels), interdites par le droit anglais dans tout contexte électoral.
Enfin, une part importante des données numériques utilisées étaient des données personnelles et volées (par Aleksandr Kogan pour le compte de Cambridge Analytica, qui les a envoyé au Canada à AggregateIQ pour être utilisées par sa plateforme d'intelligence artificielle Ripon).
En mai 2017, en s'appuyant notamment sur les données du lanceur d'alerte Wylie, elle publie un article intitulé « The great British Brexit robbery » comparant le Brexit à un grand cambriolage du Royaume-Uni par des puissances extérieures et inamicales ; elle y présente un écheveau d'indices reliant le Brexit aux soutiens politico-financiers qui ont porté Donald Trump au pouvoir, ainsi qu'à la Russie. Elle y démontre que ce « grand détournement » a utilisé — ce qui semble être une première au Royaume-Uni — l'intelligence artificielle, mais aussi le trollisme, de faux comptes (sur twitter, Facebook ou d'autres plateformes) et des bots nourris d'algorithmes ; le tout formant un système reposant notamment sur la construction, la diffusion ou l'attisement de discours de haine, de déni, de suspicion, et l'entretien de la colère ou d'oppositions par exemple contre des taxes européennes supposés injustes envers les anglais, ou contre des directives et règlements européens ou contre des technocrates présentés comme inutiles ou gaspillant l'argent des impôts anglais. 
Comme aux États-Unis dans le cas de l'élection de Trump, les fake news étaient souvent au cœur des changements psychologiques et d'opinion induits par ces campagnes d'un nouveau genre.
C'est Cadwalladr qui a la première au Royaume-Uni a médiatiquement relayé les suspicions de financement illicites mis en place par le groupe Vote Leave (chargé par la Commission électorale britannique de représenter le camp du Leave, c'est-à-dire du Brexit) lors du référendum d'adhésion de 2016 à l'UE. Divers moyens détournés ont permis au camp du Leave de largement dépasser son plafond légal de dépenses. C'est également Cadwalladr qui a précocement signalé les liens apparents (et peut-être étroits) entre Nigel Farage (et les autres « Bad boys du Brexit » (Arron Banks, Andy Wigmore,  Gerry Gunster et Raheem Kassam) avec la campagne présidentielle de 2016 de Donald Trump. Ce faisant, elle a aussi réactivé l'attention d'autres médias et du public sur d'éventuelles influences russes (ou autres) sur l'élection présidentielle de 2016. D'importants soupçons d'influence russe ont suscité une enquête spéciale aux États-Unis. Ils évoquent selon Barnett une attaque de la démocratie et passeraient par des machinations incluant le « contrôle mental » tels que pratiqué par Cambridge Analytica, Aggregate IQ et le groupe SCL. Remarque : tant aux États-Unis qu'au Royaume-Uni, l'allégation de conspiration de l'État russe sur l'élection de Trump (bien que le rapport complet de l'enquête Mueller n'ait jamais été publié) ou sur le vote du Brexit n'a pas pu être prouvée par les enquêteurs (mais la loi britannique ne permet pas à la Commission électorale d'enquêter hors des frontières du pays). Vladimir Poutine a lui-même affirmé à Trump que contrairement à ce qu'insinuait ses services de renseignement, l'« État Russe » n'était pas intervenu dans son élection. Il n'a pas évoqué le fait que de nombreux hackers sont réputées conspirer dans le Dark web à partir du territoire de la Russie, mais sans être freinées par le Gouvernement dans leurs activités illégales, tant qu'ils ne l'attaquent pas).

#### Enquête sur les réseaux locaux ou mondiaux producteurs de Fake-News...
Depuis la fin de 2016, le journal The Observer publiait régulièrement des articles d'enquête de Carole Cadwalladr, notamment sur ce qu'elle a appelé « l'écosystème des fake news de droite », inspiré de méthodes développées aux États-Unis, dont par le leader d'extrême-droite américain Steve Bannon qui envisage l'élection comme une guerre. The New York Review of Books a repris des éléments d'articles de C. Cadwalladr publiés dans The Observer, relayant aux États-Unis ses mises en évidence de mensonges et fraudes de la part de militants et de groupes politiques qui se sont organisés autour de think-tanks de droite (souvent membre du Réseau Atlas et/ou du Réseau de Stockholm, et financé par des oligarques et d'hommes politiques britanniques et surtout américains) pour faire advenir le Brexit (et l'élection de Donald Trump) pour un monde encore moins contraignant pour les entreprises polluantes et/ou soucieuses de payer moins de taxes.

## Attaques reçues à la suite de ses articles ou propos

### Cambridge Analytica
- Avant que cette société ne se déclare elle-même en faillite (en 2018), elle a intenté une action en justice contre The Observer pour des allégations formulées dans les articles de Cadwalladr[20]. Plusieurs autres enquêtes et preuves (liste de clients et pages de codes de la plateforme Ripon retrouvées sur l'internet par (... ?), après qu'ils y aient été laissés et mal protégés par AggregateIQ) ont ensuite montré que les soupçons de Cadwalladr étaient non seulement fondés, mais probablement en dessous de la vérité en termes d'ampleur d'opérations.

### GAFA
- En avril 2019, Cadwalladr a fait une conférence TED de 15 minutes sur les liens entre Facebook et le Brexit, intitulée Le rôle de Facebook dans le Brexit - et la menace pour la démocratie[21]. Certains des « géants de la technologie » critiqués lors de la conférence TED se sont plaints d'« inexactitudes factuelles », mais lorsqu'ils ont été invités à les préciser, ils n'ont pas répondu[22],[23]. C'était l'un des discours d'ouverture de la conférence TED 2019 ; Cadwalladr y a évoqué les « Dieux de la Silicon Valley - Mark Zuckerberg, Sheryl Sandberg, Sergey Brin, Larry Page et Jack Dorsey » par leur nom, accusé Facebook de contribuer à briser la démocratie (moment décrit comme une « bombe de vérité »[24]. Le curateur de TED, Chris Anderson a invité Mark Zuckerberg à apporter sa réponse, mais ce dernier a décliné cette offre. Anderson a ensuite classé la conférence de Cadwalladr comme l'une des meilleures de 2019[25]. Cadwalladr a noté que, paradoxalement, les fondateurs de Facebook et de Google sponsorisaient la conférence, et que le cofondateur de Twitter en a parlé[22]. Elle a ensuite résumé son discours dans un article fait pour The Observer, en précisant : « dans l'état actuel des choses, je ne pensais pas qu'il était possible de ne plus jamais avoir d'élections libres et équitables. Cette démocratie libérale a été brisée. Et ils l'ont cassée » Le discours a été applaudi[26],[23].

### Poursuite en diffamation par Arron Banks
Arron Banks (souvent présenté comme le Banquier du Brexit), et qui semble avoir développé son propre système d'intelligence artificielle en s'inspirant des méthodes de Cambridge Anylitica (qu'il connaissait, de même que Nigel Farage de l'UKIP) a lancé une action en diffamation contre Carole Cadwalladr le 12 juillet 2019, pour avoir affirmé qu'il avait menti sur « sa relation avec le gouvernement russe », notamment dans son discours TEDX et dans un Tweet qui a suivi.
Sept groupes de défense de la liberté de la presse se sont unis pour exprimer leur inquiétude face au procès, demandant son abandon et appelant le gouvernement britannique à défendre le journalisme d'intérêt public. Reporters sans frontières (RSF), Article 19, Fédération européenne des journalistes (FEJ), Centre européen pour la liberté de la presse et des médias (ECPMF), Greenpeace-UK, Index on Censorship, PEN International et Scottish PEN ont qualifié cette poursuite de « vexatoire par nature et destiné à faire taire le courageux journalisme d'investigation de Cadwalladr. Nous appelons Banks à abandonner ce procès abusif et à cesser ses efforts pour étouffer les reportages d'intérêt public ». Ces organisations se sont interrogé sur le caractère inhabituel de cette plainte consistant à uniquement poursuivre Cadwalladr, en tant que journaliste individuelle, et non The Guardian ou TED qui ont publié ce qu'elle disait ; ce qui évoque une procédure bâillon. « Nous notons avec inquiétude l'approche abusive que Banks a utilisé pour cibler Cadwalladr en tant que personne, sur la base de commentaires faits oralement — y compris une seule phrase dans une conférence TED — et sur Twitter, plutôt que sur des rapports similaires qui avaient été publiés dans le Guardian ». Carole Cadwalladr note que cette attaque est lancée contre elle (en tant que personne) par Arron Banks car il ne peut pas attaquer ce qu’elle a publié, qui est entièrement basé sur des preuves, et Cadwalladr relève par ailleurs que cette poursuite en diffamation a été lancée par A Banks précisément le lendemain du jour où elle a publié un article montrant la proximité entre Steve Bannon et Boris Johnson.
En janvier 2020, Banks a abandonné deux éléments du libellé de son action à l'encontre de la journaliste, ne conservant qu'une déclaration faites dans un Ted Talk public et dans un tweet connexe. Selon The Guardian, les avocats de Banks estiment que Cadwaladr a voulu dire que qu'il y avait de bonnes raisons de croire que Banks soutiendrait les intérêts du gouvernement russe, contre ceux du gouvernement britannique, en échange d'argent. Les avocats de Cadwalladr soutenant quant à eux que cela signifiait qu'il y avait des motifs raisonnables d'enquêter. Le juge Saini a conclu que le Ted Talk et le tweet associé signifiaient que : « à plusieurs reprises, M. Banks a dit des mensonges sur une relation secrète qu'il entretenait avec le gouvernement russe concernant l'acceptation du financement étranger de campagnes électorales en violation de la loi sur ces financement », et Banks allègue que ce sens est diffamatoire. Cadwalladr, étant poursuivie personnellement par Banks, elle a soutenu sa défense personnellement, grâce à des financements récoltés via le site Web de financement participatif CrowdJustice.
Le 6 novembre 2020, alors que la poursuite pour diffamation se poursuivait, Cadwalladr a supprimé un tweet, et s'est excusée d'y avoir dit que Banks avait enfreint la loi.
La Commission électorale a de son côté décidé que le groupe de campagne Leave.EU (créé et financé par Arron Banks), a enfreint la loi électorale britannique. De plus, l'ICO a trouvé que  Leave.EU a également enfreint les lois sur la protection des données, mais dans ternir Arron Banks lui-même comme personnellement ou directement responsable.
Le 26 novembre 2020, la veille d'une audience, la Press Gazette a rapporté que Cadwalladr « avait été condamnée à payer 62 000 £ à Banks » après avoir retiré ses moyens de défense juste un jour avant la prochaine audience dans l'affaire, à la lumière de la détermination par le juge du sens de certains mots. Dans une déclaration publiée sur son site Web, ses avocats ont répondu que « contrairement à certains rapports, Carole Cadwalladr n'a fait aucun aveu et soutient ses rapports d'intérêt public. Elle continuera à se défendre contre la plainte et nous prévoyons que l'affaire sera entendue au procès l'année prochaine ».
Le 13 juin 2022, Banks a perdu le procès. Une décision de la Haute Cour le déboute,  le juge concluant que Mme Cadwalladr avait une « croyance raisonnable que ses commentaires étaient dans l'intérêt du public ».

## Autres engagements de Cadwalladr
- Cadwalladr est membre de All The Citizens, une organisation à but non lucratif enregistrée en tant que société à responsabilité limitée basée au Royaume-Uni. L'organisation est composée de journalistes, de cinéastes, de créateurs publicitaires, de scientifiques des données, d'artistes, d'étudiants et d'avocats, souhaitant financer des projets et des campagnes individuels[38].

## Prix, récompenses pour son activité de journalisme d'enquête
Carole Cadwalladr a reçu (aux États-Unis et au Royaume-Uni notamment) les prix suivants :
- Prix du journalisme technologique des British Journalism Awards en décembre 2017[39],[40]
- prix du Journaliste spécialisé (2017), à la National Society of Editors Press Awards[41]
- Prix Orwell de journalisme politique (juin 2018), pour son travail « sur l'impact des mégadonnées sur le référendum européen et l'élection présidentielle américaine de 2016 »)[42].
- Prix Reporters sans frontières « L'esprit de RSF » (novembre 2018), pour son travail sur la subversion des processus démocratiques[43]
- Le prix Polk (2018) du rapport national avec des journalistes du New York Times[44]
- Le prix Stieg-Larsson (2018), associé à une récompense de 200 000 couronnes pour les personnes travaillant dans l'esprit de Stieg Larsson[45]
- Prix du Journaliste de l'année, de l'Association d'études politiques (novembre 2018), attribuée en commun avec Amelia Gentleman pour sa persévérance et sa résilience dans la poursuite du « journalisme d'investigation sur des sujets tels que les données personnelles » [46]
- Double prix du journalisme britannique (2018), pour le reportage, et pour les enquêtes sur des sujets technologiques[47]
- Prix du Journaliste technologique de l'année (2019) ; prix de la Society of Editors[48]
- Prix Gerald-Loeb (2019), qui récompense les rapports d'enquête[49]
- Médaille annuelle du « Hay Festival » pour le journalisme (mai 2019), « pour le journalisme d'investigation héroïque et rigoureux »[50]
- Finaliste 2019 du prix Pulitzer (National Reporting), aux côtés des journalistes du New York Times, pour sa couverture du scandale Cambridge Analytica[51]

## Publications
- (en) Carole Cadwalladr, Lebanon (Travellers Survival Kit), Vacation Work, 1996 (ISBN 1-85458-147-3)
- (en) Carole Cadwalladr, The Family Tree : A Novel, Penguin, 2005, 400 p. (ISBN 978-1-4406-4951-6, lire en ligne)

### Vidéographie, filmographie
- Carole Cadwalladr, journaliste d'investigation chez TED
- [vidéo] « Facebook's role in Brexit — and the threat to democracy », sur YouTube   TED Talk
- (en-GB) Carole Cadwalladr Marc Silver Mustafa Khalili Charlie Phillips Ash Jenkins Jess Search Sandra Whipham Oliver Rivers et Source: The Guardian / DocSociety / Bertha Foundation, « The Brexit whistleblower: 'Not cheating is the core of what it means to be British' – video », sur The Guardian, 24 mars 2018 (ISSN 0261-3077, consulté le 9 mars 2021)
- Site officiel du film The Great Hack (documentaire commandé et publiée par Netflix sur la manipulation du référendum ayant imposé le Brexit, sélectionné aux Oscars, qui présente notamment les enquêtes de Carole Cadwalladr, bien que le personnage principal soit Brittany Kaiser, l'ancienne directrice au développement des affaires chez Cambridge Analytica)
  - Site officiel du documentaire The Great Hack
- Interview de David Caroll, jeudi 13 février 2020, mise en ligne le 5 mai 2020
- Interview de David Caroll (Professor Who Sued Cambridge Analytica Exclusive Interview), mis en ligne le 29 mars 2018, par Republic World (Inde), à propos de l'utilisation possible de données personnelles par Cambridge Analytica et SCL-India pour influencer les résultats d'élection en Inde.